# Altes Brauhaus (Odenthal-Altenberg)

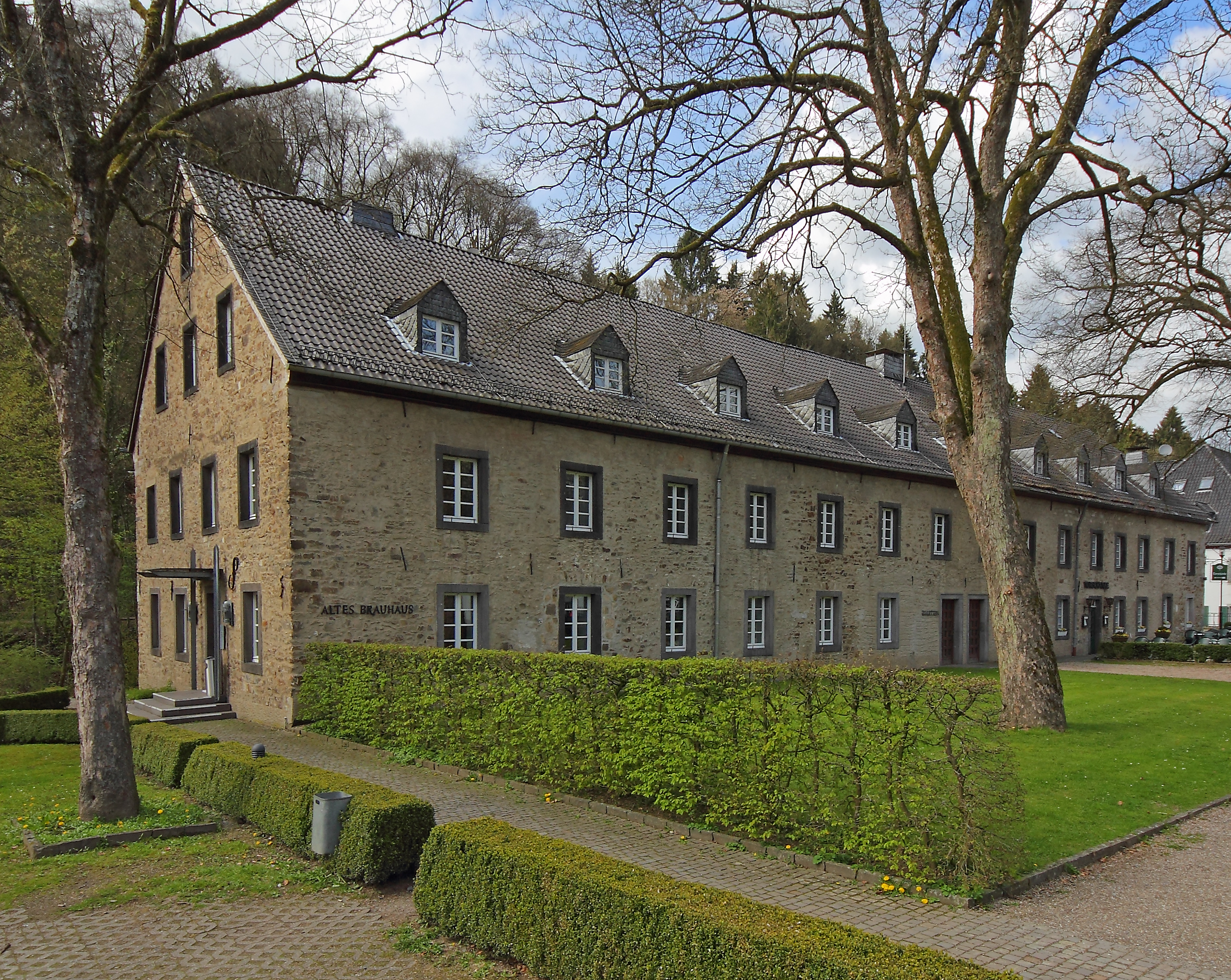
Altes Brauhaus

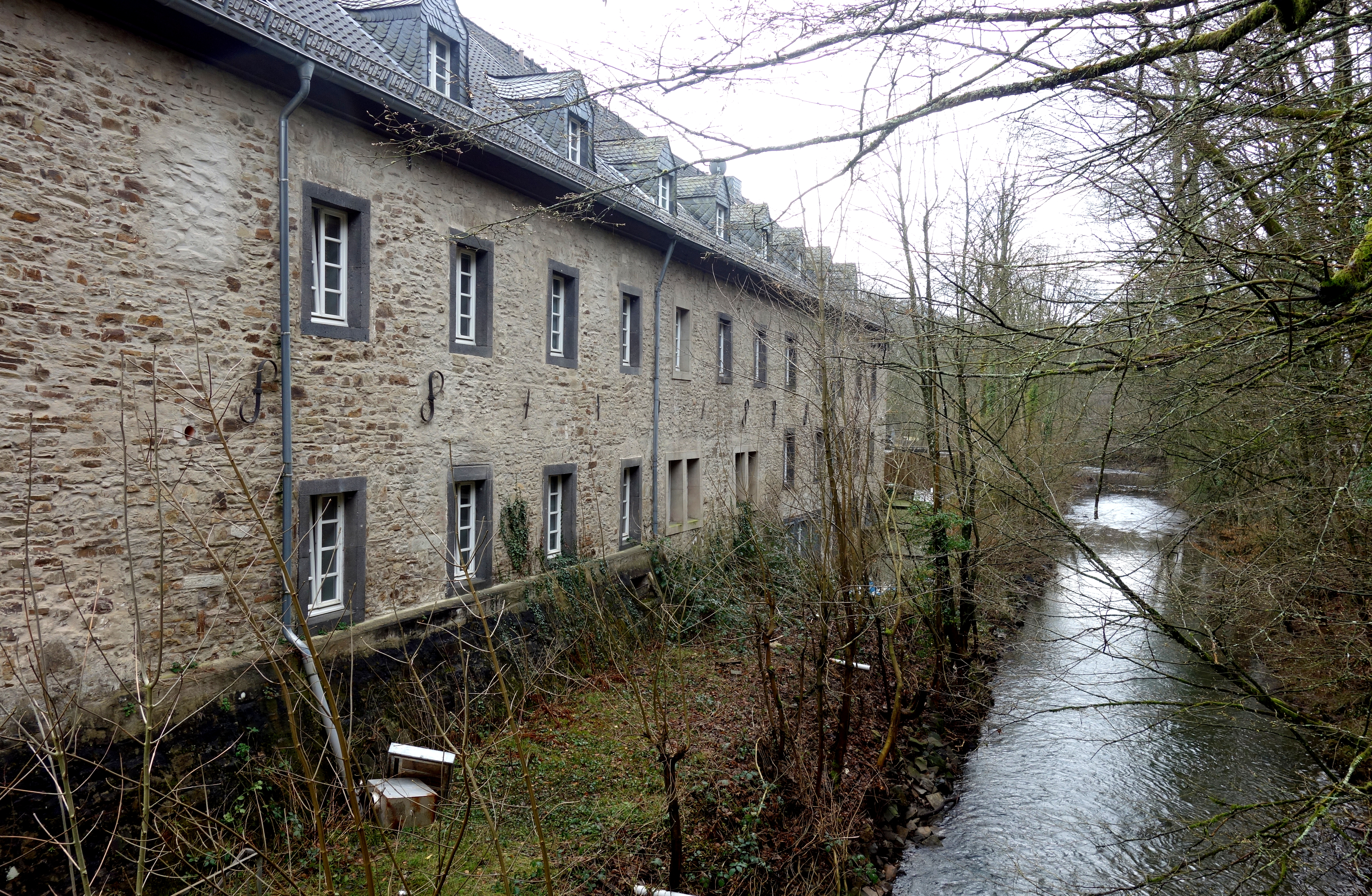
Rückseite entlang der Dhünn

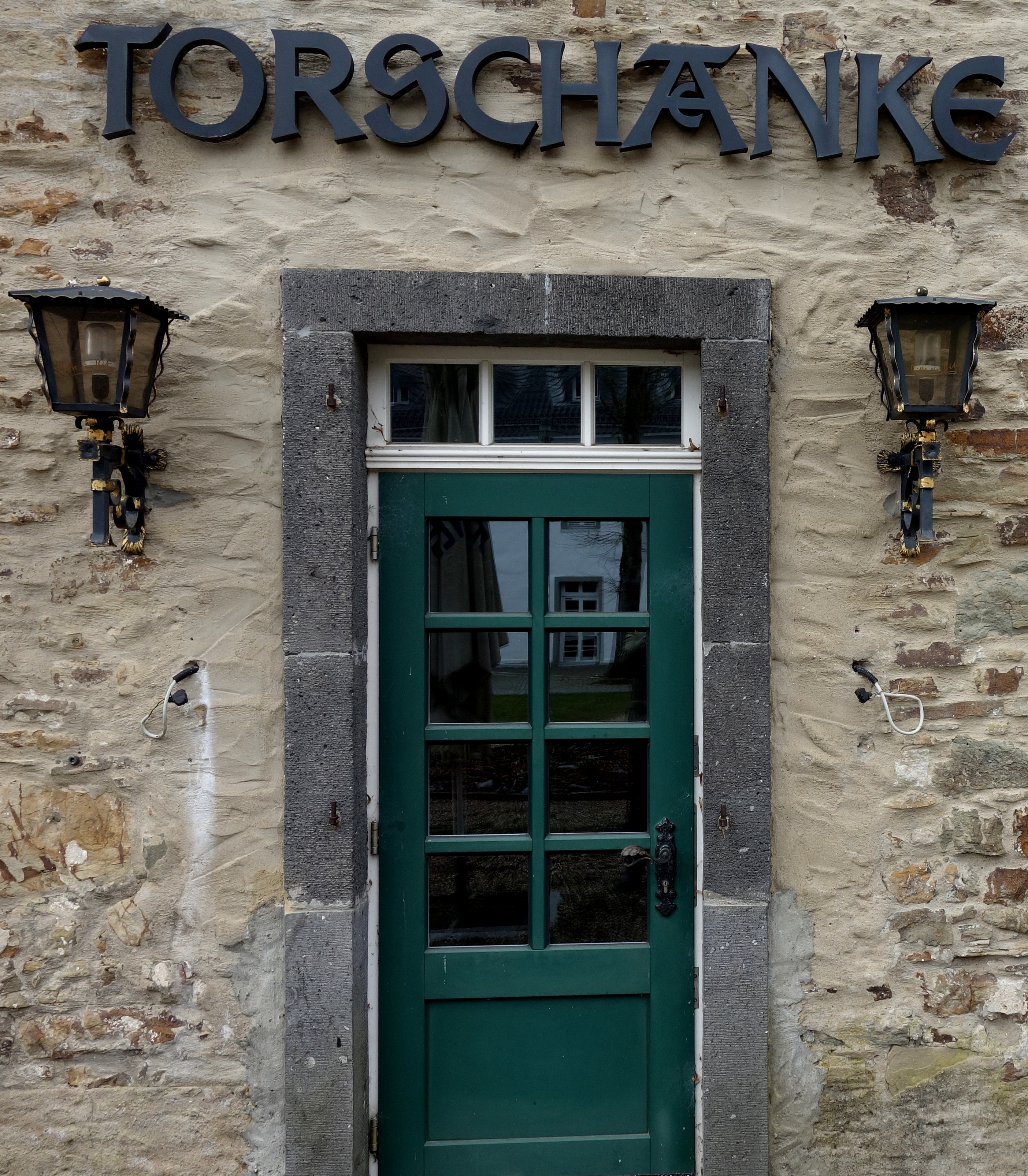
Torschänke

Das Alte Brauhaus ist Teil der ehemaligen Wirtschaftsbauten der Abtei Altenberg an der Dhünn im Rheinisch-Bergischen Kreis in Nordrhein-Westfalen. Heute befinden sich in dem Gebäude das Edith-Stein-Exerzitienhaus des Erzbistums Köln und das 2016 neu eröffnete Tagungs- und Seminarhaus „Torschänke“.

## Baugeschichte

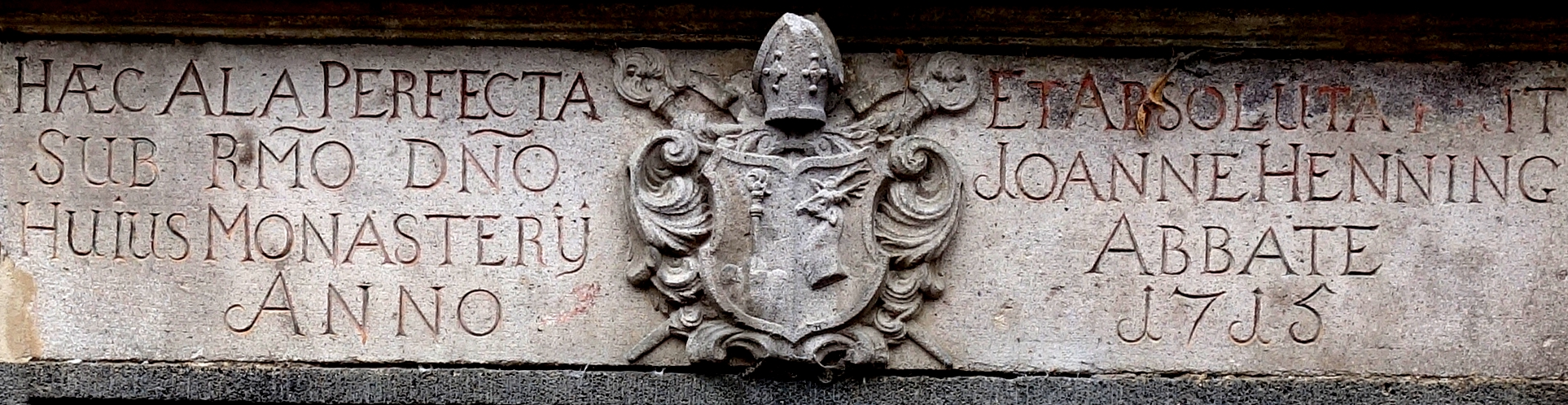
Inschrift über dem Eingang zur Torschänke unter dem Nordgiebel

Das Alte Brauhaus wurde Anfang des 18. Jahrhunderts entlang der Dhünn in Altenberg gebaut und diente als Wirtschaftsgebäude der Abtei Altenberg. Zuvor befanden sich auf dem Gelände eine Öl- und Getreidemühle, ein Brau- und Backhaus sowie eine Marienkapelle am Eingang in den Klosterbezirk, die in den Bau des Alten Brauhauses integriert wurde. Eine Inschrift über dem Eingang unter dem Nordgiebel nennt das Jahr 1715.

## Geschichte der Textilfabrikation
Drei Jahre nach der Säkularisation gelangte das Alte Brauhaus 1806 mit den gesamten Klosteranlagen in Privatbesitz. Der gesamte Komplex wurde 1819 nach mehreren Besitzerwechseln an die Firma Frantz & Sohn Hasselkus in Lennep zum Betrieb einer Tuchfabrik verkauft. Als Produktionsstätten wurden auch der Altenberger Hof und die Markuskapelle mit eingebunden. Lennep blieb aber Hauptsitz der Firma.
Die Tuchfabrik beschäftigte zu Beginn 60 Arbeiter. Gesponnen wurden Kammgarn und Streichgarn. 1823 gingen die Gebäude an den preußischen Industriellen Matthias Hölterhoff (1796–1880), der sie 1830 an seine Söhne weitergab. Die Anlagen umfassten nun eine Walkmaschinenspinnerei, eine Tuchmanufaktur und eine Schönfärberei.
1836 erhöhte sich der Beschäftigungsstand auf 80 Arbeiter (ohne die Weber). Das Betriebsgelände bestand zu diesem Zeitpunkt aus einer Spinnerei mit fünf Assortiments, einer Walkerei, einer Rauherei und einer Schererei.
Die verschiedenen Sparten der Textilfabrikation waren noch bis 1887 auf dem Gelände untergebracht.

## Edith-Stein-Exerzitienhaus
Am 30. Juni 2014 wurde das Edith-Stein-Exerzitienhaus des Erzbistums Köln am Standort Michaelsberg in Siegburg geschlossen und wechselte in das Alte Brauhaus, das sich bereits im Besitz des Bistums befand und bis dahin als Jugendbildungsstätte diente. Wegen der Abgeschiedenheit im Grünen und der Tradition Altenbergs als spiritueller Ort wurde das Alte Brauhaus als idealer Ort für die religiöse Einkehr erachtet.

## Denkmalschutz
Das Alte Brauhaus wurde am 19. Oktober 1983 unter der Nummer 14 in die Liste der Baudenkmäler in Odenthal eingetragen.